# Starrcade 1997
Starrcade '97 è stata la quindicesima edizione dell'evento in pay-per-view Starrcade, prodotto dalla World Championship Wrestling. L'evento si è svolto il 28 dicembre 1997 al MCI Center di Wahington D.C..
Il main event della serata fu il match tra Hollywood Hogan e Sting con in palio il WCW World Heavyweight Championship, dove Hogan rappresentava l'nWo e Sting la WCW. L'incontro fu il culmine di un lungo feud durato più di un anno. Il match, molto atteso dai fan, terminò in maniera controversa, e la rivalità tra i due continuò anche successivamente. Altri match di rilievo furono Larry Zbyszko contro Eric Bischoff per il controllo di WCW Monday Nitro, e Curt Hennig contro Diamond Dallas Page per il WCW United States Heavyweight Championship.
L'evento riscosse molto successo e divenne il pay-per-view con il maggior numero di acquisti nella storia della WCW. Nonostante questo, lo show viene spesso indicato come l'inizio del declino della WCW, a causa dei dissensi nel backstage e della pochezza delle decisioni creative.

## Antefatto
Sin dalla sua formazione nel luglio 1996, il New World Order (nWo) si era dimostrato un'organizzazione dominante in WCW. Hollywood Hogan, il leader indiscusso del nWo, aveva detenuto il titolo WCW World Heavyweight Championship per gran parte dell'anno. La maggior parte dei programmi WCW del 1997 era stata incentrata sulla rivalità tra Sting, che aveva recentemente modificato la sua gimmick in quella di un misterioso e silenzioso vendicatore, e lo strapotere dilagante di Hogan e soci. Sting sfidò Hogan a un match per il titolo da disputarsi a Starrcade. Nella vita reale, Hogan ed Eric Bischoff, vicepresidente esecutivo della WCW, erano in disaccordo su quello che avrebbe dovuto essere l'esito finale del match. Si arrivò quindi a pianificare una sconfitta iniziale di Sting a causa di un conteggio troppo veloce da parte dell'arbitro. Bret Hart avrebbe poi fatto ripartire il match, e questa volta Sting avrebbe vinto.
Alla fine del 1997, Bret Hart era una delle maggiori superstar della World Wrestling Federation (WWF), federazione rivale della WCW. Hart era WWF World Heavyweight Champion in carica, ma aveva deciso di lasciare la WWF per la WCW. Poiché Hart era il campione, Vince McMahon organizzò lo Screwjob di Montréal, decidendo di privare Hart del titolo contro la sua volontà per paura che portasse la cintura nella compagnia rivale. Quando Hart debuttò in WCW, il suo primo incarico fu quello di svolgere la funzione di arbitro speciale ospite nel match tra Bischoff e Larry Zbyszko a Starrcade.
Il match Hollywood Hulk Hogan vs Sting venne ufficialmente sancito il 28 ottobre 1997, con la firma del contratto "in diretta" (in realtà registrata la settimana prima) nel corso di una conferenza stampa alla MGM Grand di Las Vegas. La cerimonia venne mandata in onda su TNT durante una pausa pubblicitaria nella trasmissione via cavo del nuovo film di Hogan, Assalto all'isola del Diavolo. Il promo ebbe successo, ottenendo un indice di gradimento di 4.2 (nello stesso periodo su USA Network, il promo WWF per l'evento Survivor Series ottenne solo 2.8), e il match divenne molto atteso dai fan. Durante la conferenza stampa, Hogan e Sting ebbero un breve faccia a faccia mentre Sting firmava il contratto senza nemmeno distogliere lo sguardo dal campione. Durante la puntata del 10 novembre di Nitro, il New World Order aggredì Sting, e Hogan colpì ripetutamente il prossimo avversario con vari leg drop. Quindi Sting scomparve per un mese, mentre il nWo metteva fuori combattimento The Giant, Diamond Dallas Page, Steiner Brothers e Larry Zbyszko sembrando più forte che mai.

## Evento
Altre personalità presenti
| Ruolo          | Nome:            |
| -------------- | ---------------- |
| Commentatori   | Tony Schiavone   |
| Commentatori   | Dusty Rhodes     |
| Commentatori   | Mike Tenay       |
| Arbitri        | Randy Anderson   |
| Arbitri        | Scott Dickinson  |
| Arbitri        | Mickie Jay       |
| Arbitri        | Nick Patrick     |
| Arbitri        | Charles Robinson |
| Arbitri        | Billy Silverman  |
| Intervistatori | Gene Okerlund    |
| Annunciatori   | Michael Buffer   |
| Annunciatori   | David Penzer     |

Il primo match dello show vide scontrarsi Dean Malenko ed Eddie Guerrero per il WCW Cruiserweight Championship. Malenko sembrò dominare nelle prime fasi del match. Guerrero capovolse la situazione attaccando ripetutamente la gamba sinistra di Malenko, anche con l'utilizzo di oggetti contundenti quali corde e sostegni del ring. Guerrero eseguì un Missile dropkick e poi la sua mossa finale Frog Splash per schienare Malenko, aggiudicarsi l'incontro e mantenere il titolo.
Il secondo incontro fu un Six-man tag team match tra Scott Norton, Vincent & Randy Savage (in sostituzione di Konnan) del team nWo (accompagnati da Miss Elizabeth) e team WCW composto da The Steiner Brothers (Rick & Scott) & Ray Traylor (accompagnati da Ted DiBiase). Il match iniziò con il vantaggio dell'nWo nei confronti di Scott. Egli si liberò con una double underhook powerbomb e portò in vantaggio il team WCW. Vincent subì molti colpi fino a quando Traylor fallì un big splash. L'nWo attaccò Traylor fino a quando Rick non gli diede il cambio. Gli Steiner affrontarono insieme Vincent e Scott eseguì su di lui un Elevated DDT. Mentre Scott tentava di eseguire la mossa "Frankensteiner" su Savage, Norton glielo impedì ed eseguì a sua volta l'Electric chair drop. Quindi Savage schienò Scott dopo averlo colpito con un Diving elbow drop aggiudicando l'incontro al team nWo.
Il terzo match vide Bill Goldberg contro Steve McMichael. L'incontro iniziò sin dalla rampa d'ingresso al ring. Goldberg colpì ripetutamente McMichael e poi applicò sull'avversario una Kneebare una Spear. Dopo aver fatto passare McMichael attraverso un tavolo, Goldberg eseguì la Jackhammer e schienò l'avversario vincendo il match.
Il quarto match in programma avrebbe dovuto essere Raven vs Chris Benoit. Però Raven scelse di non combattere, e Saturn lo sostituì. Saturn era membro della stable The Flock, gruppo del quale Raven era leader. L'incontro partì con Benoit in vantaggio. Mentre i due lottavano sul ring, i The Flock emersero dal pubblico, aggredendo Benoit. Saturn iniziò quindi ad infierire sul collo di Benoit. Mentre Saturn saliva sulla terza corda, Benoit lo spinse giù facendo cadere fuori dal ring. Benoit applicò la sua mossa finale Crippler Crossface su Saturn, ma The Flock lo assalì nuovamente. Raven eseguì un Evenflow DDT su Benoit, mentre Saturn applicò la presa di sottomissione "Rings of Saturn". Benoit era svenuto dopo il DDT e Saturn vinse il match.
Il quinto match vide affrontarsi Buff Bagwell (nWo) e Lex Luger (WCW). Luger sembrò dominare il match fino a quando una distrazione causata da Vincent permise a Bagwell di tornare in gioco. Bagwell imprigionò Luger nella presa Sleeper hold, ma Luger si liberò con un Belly to back suplex. In seguito fu Luger ad applicare su Bagwell la Torture Rack, ma l'arbitro, essendo svenuto, non poté riscontrare l'abbandono di Bagwell. Randy Savage e Scott Norton cercarono di interferire nel match. Luger respinse Savage con successo, ma Norton lo colpì con un oggetto contundente mandandolo ko. Quindi Bagwell schienò Luger aggiudicandosi la contesa.
Il sesto incontro fu tra Curt Hennig (nWo) e Diamond Dallas Page (WCW) per il titolo WCW United States Heavyweight Championship. In origine avrebbe dovuto essere Ric Flair lo sfidante di Hennig per il titolo. Tuttavia, due settimane prima di Nitro, Flair si infortunò a causa di Hennig e dell'nWo. A causa dell'infortunio patito, fu DDP a prendere il posto di Flair nel match. Durante l'incontro, Hennig prese di mira il costato di Page che si era infortunato alle costole. Page contrastò l'assalto colpendo l'avversario con una Jawbreaker e successivamente la lotta si spostò a bordo ring. Alla fine, Page schienò Hennig dopo averlo colpito con la sua mossa finale "Diamond Cutter" vincendo match e titolo.
Il settimo match fu tra Eric Bischoff (accompagnato da Scott Hall) (nWo) e Larry Zbyszko (WCW), con Bret Hart in veste di arbitro speciale. Il controllo di WCW Monday Nitro, show settimanale della WCW, era in palio. L'incontro iniziò con Zbyszko in vantaggio. Hart sembrò favorire Bischoff all'inizio, impedendo a Zbyszko di usare alcune mosse e prese. Hart spinse via Zbyszko, e questo permise a Bischoff di colpire Zbyszko con un calcio alla testa. In seguito Bischoff continuò a colpire l'avversario con calci e pugni, ma presto Zbyszko si riprese e contrattaccò, venendo sempre respinto da Hart. Scott Hall piazzò una placca di ferro in uno stivale di Bischoff, e questi colpì Zbyszko in testa. Hart sembrò alzare il braccio di Bischoff in segno di vittoria, ma Bret invece lo stese. Hall intervenne, ma fu messo ko da Hart anche lui. Infine Bret Hart imprigionò Zbyszko nella sua presa Sharpshooter mentre lui stava strangolando Bischoff. Hart diede la vittoria a Zbyszko per squalifica a causa dell'interferenza di Hall nel match.
L'atteso main event dello show fu lo scontro tra Hollywood Hogan (nWo) e Sting (WCW) con in palio il WCW World Heavyweight Championship. Nick Patrick, che in passato aveva favorito l'nWo, fu scelto come arbitro attraverso un sorteggio. Il match iniziò con Hogan in vantaggio. Poi Sting lo colpì con dei calci volanti e lo imprigionò con un Side headlock. Hogan gettò Sting fuori dal ring e lo aggredì con il paletto del ring e le transenne. Riportata la contesa sul ring, Hogan colpì Sting con un Big boot, e poi lo schienò dopo un leg drop. Tuttavia, Bret Hart dichiarò che il conteggio da parte di Patrick era stato troppo veloce e fece ripartire l'incontro con lui stesso come arbitro. Sting eseguì lo "Stinger splash" su Hogan, poi lo imprigionò nello Scorpion Deathlock. Anche se Hogan non aveva ancora ceduto, Hart chiamò il suono del gong (ovvio riferimento allo Screwjob di Montréal) e diede titolo e vittoria a Sting.

## Risultati
| N. | Risultati | Stipulazione                                                           | Durata |
| -- | --- | ---------------------------------------------------------------------- | ------ |
| 1  | Eddie Guerrero (c) sconfigge Dean Malenko                                                                                             | Single match per il WCW Cruiserweight Championship                     | 14:57  |
| 2  | Scott Norton, Vincent & Randy Savage (con Miss Elizabeth) sconfiggono Ray Traylor & Steiner Brothers (Rick & Scott) (con Ted DiBiase) | Six-man tag team match                                                 | 11:06  |
| 3  | Goldberg sconfigge Steve McMichael | Single match                                                           | 05:59  |
| 4  | Jeff Jarrett sconfigge Chris Benoit (con Woman)                                                                                       | No Disqualification match                                              | 13:48  |
| 5  | Perry Saturn (con Raven) sconfigge Chris Benoit                                                                                       | Raven's Rules match                                                    | 10:50  |
| 6  | Eddie Guerrero sconfigge Diamond Dallas Page                                                                                          | Single match per il vacante WCW United States Heavyweight Championship | 15:20  |
| 7  | Buff Bagwell sconfigge Lex Luger | Single match                                                           | 16:36  |
| 8  | Diamond Dallas Page sconfigge Curt Hennig (c)                                                                                         | Single match per il WCW United States Heavyweight Championship         | 10:52  |
| 9  | Larry Zbyszko sconfigge Eric Bischoff (con Scott Hall) per squalifica                                                                 | Single match con Bret Hart come arbitro speciale                       | 11:12  |
| 10 | Sting sconfigge Hollywood Hogan (c)                                                                                                   | Single match per il WCW World Heavyweight Championship                 | 12:53  |

## Conseguenze
La rivalità tra Hollywood Hogan e Sting proseguì anche dopo Starrcade. Il loro incontro all'evento non si era svolto come pianificato, perché l'arbitro non aveva effettuato il conteggio di tre in maniera così veloce come previsto. Nel corso dei successivi programmi WCW furono mostrati vari replay del conteggio, e Sting fu privato del titolo WCW World Heavyweight Championship che venne di conseguenza reso vacante. Venne fissato un rematch tra i due, e Sting riconquistò la cintura a SuperBrawl VIII.
Starrcade 1997 ebbe un indice d'ascolto di 1.9, il migliore mai guadagnato da un ppv WCW. Nel 1998, la WCW si ingrandì con la creazione di un altro show televisivo, WCW Thunder. Tuttavia, Thunder non riscosse mai il successo di WCW Monday Nitro. Inoltre Nitro venne esteso da due a tre ore di durata.